# Hermann (prénom)
Pour les articles homonymes, voir Hermann.
Hermann est un prénom masculin d'origine germanique. 
Dans le calendrier catholique, ce prénom est fêté le 25 septembre.

## Étymologie
D'étymologie germanique, Hermann est composé de heri- ou hari-, « armée », et de -man, « homme », soit homme d'armée, soldat (ou militaire).

## Variantes
Il a pour variantes Herman, Hermand et Hermant, et pour forme féminine Hermande.

## Popularité
Au début de 2010, environ 1 700 personnes étaient prénommées Hermann en France. C'est le 655e prénom le plus attribué au siècle dernier dans ce pays, et l'année où il a été attribué le plus est 1910, avec un nombre de 70 naissances. En 2020, 7 garçons ont reçu ce prénom.